# Universitat Pública d'El Alto
La Universitat Pública d'El Alto (UPEA) és una universitat de Bolívia, amb seu a la ciutat d'El Alto, on es cursen 35 carreres dels àmbits de les ciències socials, la salut i la tecnologia. L'any 2017 comptava 47.861 estudiants matriculats i 1398 titulats.

## Història

### Antecedents
El 1957, institucions socials d'El Alto van signar convenis amb la Universitat Major de San Andrés (UMSA) de la ciutat de La Paz per a crear una facultat amb carreres de perfil tècnic.
La ciutadania d'El Alto volia que la universitat disposés de carreres de formació professional àmplia, i no només de caràcter tècnic. Per això, la població inicià una sèrie de mobilitzacions per aconseguir una universitat pública i autònoma amb una major oferta acadèmica.

### Creació
El 5 de setembre de 2000, després d'un seguit de mobilitzacions socials, es va promulgar la Llei 2115 que va determinar la creació de la Universitat Pública d'El Alto, alhora que determinà que la UPEA tindria autonomia durant 5 anys, temps durant el qual estaria a càrrec d'un consell format pel Ministeri d'Educació de Bolívia i altres organismes governamentals.
La llei establia que l'ens de major decisió a la universitat seria el Consell de Desenvolupament Institucional (CDI), en el qual estaven inserits membres d'organitzacions socials de la ciutat d'El Alto.

### Autonomia
El novembre de 2003, durant el govern de Carlos Mesa, es realitzà una modificació a la Llei 2115 que garantí l'autonomia universitària de la UPEA.
La universitat ha estat un actor principal de les revoltes socials durant els darrers anys.

## Autoritats
La UPEA, igual que totes les universitats del Sistema d'Universitats Públiques a Bolívia, es regeix sota el cogovern docent i estudiantil. Les màximes autoritats docents són el rector i el vicerector i els degans per facultats, i la instància de cogovern estudiantil la constitueixen els Centres d'Estudiants.

## Pressupost
El 2018 es van realitzar una sèrie de mobilitzacions estudiantils amb la finalitat d'aconseguir un increment del pressupost assignat per l'Estat a la Universitat. Aquestes mobilitzacions van generar diferents conflictes entre estudiantat i forces d'ordre públic que es van agreujar després de la mort de l'estudiant Jonathan Quispe Vila. El 19 de juny el Senat va aprovar un increment de Bs 70.000.000 al pressupost que fins llavors era de Bs 68.000.000.

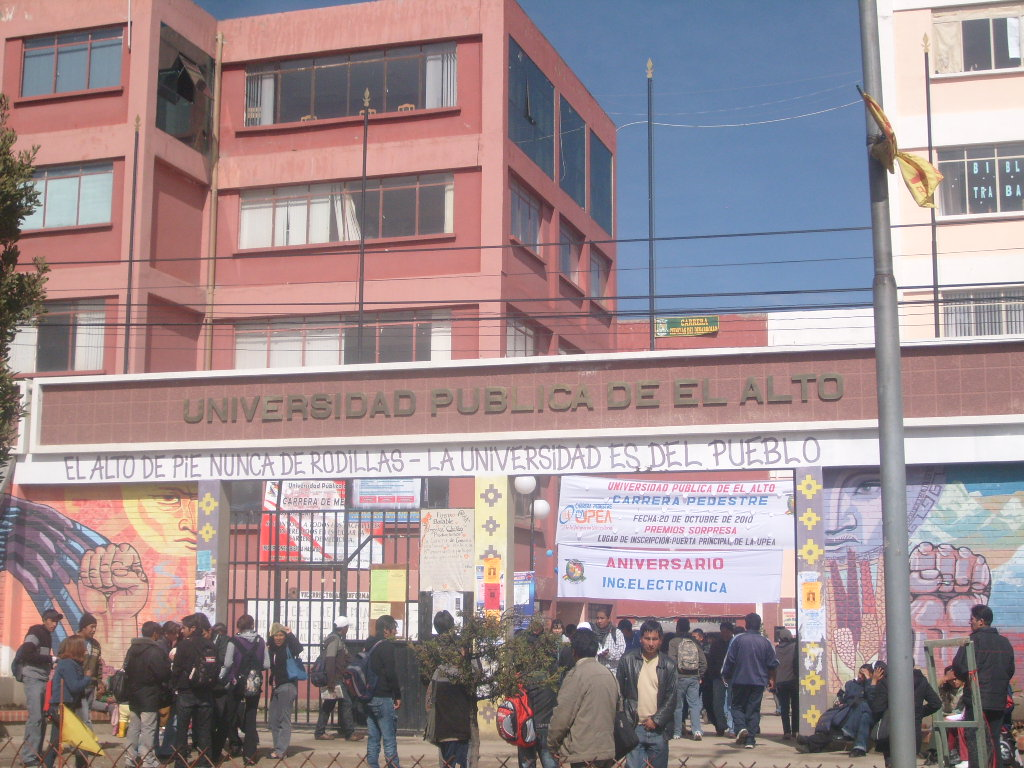
Entrada principal de la UPEA

## Seus
La UPEA compta amb seus en diferents municipis del departament de La Paz com:
- Achacachi
- Caranavi
- Viacha
- Ancoraimes

- Coroico - Cruz Loma
- Mapiri - Chalopampa
- Palos Blancos
- San Antonio
- Batallas[10]